# Grand Prix Meksyku 2017
Grand Prix Meksyku 2017 (oficjalnie  Formula 1 Gran Premio de México 2017) – osiemnasta eliminacja Mistrzostw Świata Formuły 1 w sezonie 2017. Grand Prix odbyło się w dniach 27–29 października na torze Autódromo Hermanos Rodríguez w mieście Meksyk.

## Lista startowa
Źródło: Wyprzedź Mnie!
| Nr | Kierowca           | Zespół                           | Samochód                      | Silnik                | Opony |
| -- | ------------------ | -------------------------------- | ----------------------------- | --------------------- | ----- |
| 2  | Stoffel Vandoorne  | McLaren Honda Formula 1 Team     | McLaren MCL32                 | Honda RA617H 1.6T V6  | P     |
| 3  | Daniel Ricciardo   | Red Bull Racing                  | Red Bull RB13                 | TAG Heuer 1.6T V6     | P     |
| 5  | Sebastian Vettel   | Scuderia Ferrari                 | Ferrari SF70H                 | Ferrari 059/5 1.6T V6 | P     |
| 7  | Kimi Räikkönen     | Scuderia Ferrari                 | Ferrari SF70H                 | Ferrari 062 1.6T V6   | P     |
| 8  | Romain Grosjean    | Haas F1 Team                     | Haas VF-17                    | Ferrari 062 1.6T V6   | P     |
| 9  | Marcus Ericsson    | Sauber F1 Team                   | Sauber C36                    | Ferrari 059/5 1.6T V6 | P     |
| 10 | Pierre Gasly       | Scuderia Toro Rosso              | Toro Rosso STR12              | Renault 1.6T V6       | P     |
| 11 | Sergio Pérez       | Sahara Force India F1 Team       | Force India VJM10             | Mercedes 1.6T V6      | P     |
| 14 | Fernando Alonso    | McLaren Honda Formula 1 Team     | McLaren MCL32                 | Honda RA617H 1.6T V6  | P     |
| 18 | Lance Stroll       | Williams Martini Racing          | Williams FW40                 | Mercedes 1.6T V6      | P     |
| 19 | Felipe Massa       | Williams Martini Racing          | Williams FW40                 | Mercedes 1.6T V6      | P     |
| 20 | Kevin Magnussen    | Haas F1 Team                     | Haas VF-17                    | Ferrari 059/5 1.6T V6 | P     |
| 27 | Nico Hülkenberg    | Renault Sport Formula One Team   | Renault R.S.17                | Renault 1.6T V6       | P     |
| 28 | Brendon Hartley    | Scuderia Toro Rosso              | Toro Rosso STR12              | Renault 1.6T V6       | P     |
| 31 | Esteban Ocon       | Sahara Force India F1 Team       | Force India VJM10             | Mercedes 1.6T V6      | P     |
| 33 | Max Verstappen     | Red Bull Racing                  | Red Bull RB13                 | TAG Heuer 1.6T V6     | P     |
| 34 | Alfonso Celis      | Sahara Force India F1 Team       | Force India VJM10             | Mercedes 1.6T V6      | P     |
| 37 | Charles Leclerc    | Sauber F1 Team                   | Sauber C36                    | Ferrari 059/5 1.6T V6 | P     |
| 38 | Sean Gelael        | Scuderia Toro Rosso              | Toro Rosso STR12              | Renault 1.6T V6       | P     |
| 44 | Lewis Hamilton     | Mercedes AMG Petronas Motorsport | Mercedes AMG F1 W08 EQ Power+ | Mercedes 1.6T V6      | P     |
| 50 | Antonio Giovinazzi | Haas F1 Team                     | Haas VF-17                    | Ferrari 059/5 1.6T V6 | P     |
| 55 | Carlos Sainz Jr.   | Renault Sport Formula One Team   | Renault R.S.17                | Renault 1.6T V6       | P     |
| 77 | Valtteri Bottas    | Mercedes AMG Petronas Motorsport | Mercedes AMG F1 W08 EQ Power+ | Mercedes 1.6T V6      | P     |
| 94 | Pascal Wehrlein    | Sauber F1 Team                   | Sauber C36                    | Ferrari 059/5 1.6T V6 | P     |
| Nr | Kierowca           | Zespół                           | Samochód                      | Silnik                | Opony |

## Wyniki

### Sesje treningowe
Źródło: Wyprzedź Mnie
| Sesja | Nr | Kierowca         | Konstruktor | Czas     | Okr. |
| ----- | -- | ---------------- | ----------- | -------- | ---- |
| 1     | 77 | Valtteri Bottas  | Mercedes    | 1:17,824 | 42   |
| 2     | 3  | Daniel Ricciardo | Red Bull    | 1:17,801 | 26   |
| 3     | 33 | Max Verstappen   | Red Bull    | 1:17,113 | 20   |

### Kwalifikacje
Źródło: Wyprzedź Mnie
| Poz. | Nr | Kierowca          | Konstruktor | Q1         | Q2         | Q3       | Poz. s. |
| --- | --- | ----------------- | ----------- | ---------- | ---------- | -------- | ------- |
| 1 | 5 | Sebastian Vettel  | Ferrari     | 1:17,665   | 1:16,870   | 1:16,488 | 1       |
| 2 | 33 | Max Verstappen    | Red Bull    | 1:17,630   | 1:16,524   | 1:16,574 | 2       |
| 3 | 44 | Lewis Hamilton    | Mercedes    | 1:17,518   | 1:17,035   | 1:16,934 | 3       |
| 4 | 77 | Valtteri Bottas   | Mercedes    | 1:17,578   | 1:17,161   | 1:16,958 | 4       |
| 5 | 7 | Kimi Räikkönen    | Ferrari     | 1:18,148   | 1:17,534   | 1:17,238 | 5       |
| 6 | 31 | Esteban Ocon      | Force India | 1:18,336   | 1:17,827   | 1:17,437 | 6       |
| 7 | 3 | Daniel Ricciardo  | Red Bull    | 1:18,208   | 1:17,631   | 1:17,447 | 16      |
| 8 | 27 | Nico Hülkenberg   | Renault     | 1:18,322   | 1:17,792   | 1:17,466 | 7       |
| 9 | 55 | Carlos Sainz Jr.  | Renault     | 1:18,405   | 1:17,753   | 1:17,794 | 8       |
| 10 | 11 | Sergio Pérez      | Force India | 1:18,020   | 1:17,868   | 1:17,807 | 9       |
| 11 | 19 | Felipe Massa      | Williams    | 1:18,570   | 1:18,099   |          | 10      |
| 12 | 18 | Lance Stroll      | Williams    | 1:18,902   | 1:19,159   |          | 11      |
| 13 | 28 | Brendon Hartley   | Toro Rosso  | 1:18,683   | brak czasu |          | 17      |
| 14 | 14 | Fernando Alonso   | McLaren     | 1:17,710   | brak czasu |          | 18      |
| 15 | 2 | Stoffel Vandoorne | McLaren     | 1:18,578   | brak czasu |          | 19      |
| 16 | 9 | Marcus Ericsson   | Sauber      | 1:19,176   |            |          | 12      |
| 17 | 94 | Pascal Wehrlein   | Sauber      | 1:19,333   |            |          | 13      |
| 18 | 20 | Kevin Magnussen   | Haas        | 1:19,443   |            |          | 14      |
| 19 | 8 | Romain Grosjean   | Haas        | 1:19,473   |            |          | 15      |
| 20 | 10 | Pierre Gasly      | Toro Rosso  | brak czasu |            |          | 20      |
| Poz. | Nr | Kierowca          | Konstruktor | Q1         | Q2         | Q3       | Poz. s. |
| \| Legenda \| Legenda \| \| ------------------------ \| ---------------------------------------------------------------------------------------------------------------------------------------------------------------------------------------------------------------------------------------------------------------- \| \| Poz. Nr Q1 Q2 Q3 Poz. s. \| Pozycja zajęta w sesji kwalifikacyjnej Numer startowy kierowcy Wynik uzyskany w pierwszej części kwalifikacji Wynik uzyskany w drugiej części kwalifikacji Wynik uzyskany w trzeciej części kwalifikacji Pozycja startowa po uwzględnięniu kar, przesunięć, itp. \| | |                   |             |            |            |          |         |
| Legenda | |                   |             |            |            |          |         |
| Poz. Nr Q1 Q2 Q3 Poz. s. | Pozycja zajęta w sesji kwalifikacyjnej Numer startowy kierowcy Wynik uzyskany w pierwszej części kwalifikacji Wynik uzyskany w drugiej części kwalifikacji Wynik uzyskany w trzeciej części kwalifikacji Pozycja startowa po uwzględnięniu kar, przesunięć, itp. |                   |             |            |            |          |         |

Uwagi
1. 1 2 3  Daniel Ricciardo, Brendon Hartley i Fernando Alonso otrzymali karę cofnięcia na starcie o 20 pozycji za przekroczenie limitu użycia części jednostki napędowej.
2. ↑  Stoffel Vandoorne otrzymał karę cofnięcia na starcie o 35 pozycji za przekroczenie limitu użycia części jednostki napędowej.
3. ↑  Pierre Gasly nie uzyskał reguły 107% czasu, lecz został dopuszczony do wyścigu. Również otrzymał karę cofnięcia na starcie o 20 pozycji za przekroczenie limitu użycia części jednostki napędowej.

### Wyścig
Źródło: Wyprzedź Mnie!
| P                 | + / –     | Nr | Kierowca          | Konstruktor | Okr. | Czas / Strata | Komentarz          |
| ----------------- | --------- | -- | ----------------- | ----------- | ---- | ------------- | ------------------ |
| 1                 | 1         | 33 | Max Verstappen    | Red Bull    | 71   | 1h36m26,550   |                    |
| 2                 | 2         | 77 | Valtteri Bottas   | Mercedes    | 71   | +0:19,678     |                    |
| 3                 | 2         | 7  | Kimi Räikkönen    | Ferrari     | 71   | +0:54,007     |                    |
| 4                 | 3         | 5  | Sebastian Vettel  | Ferrari     | 71   | +1:10,078     |                    |
| 5                 | 1         | 31 | Esteban Ocon      | Force India | 70   | +1 okr.       |                    |
| 6                 | 5         | 18 | Lance Stroll      | Williams    | 70   | +1 okr.       |                    |
| 7                 | 2         | 11 | Sergio Pérez      | Force India | 70   | +1 okr.       |                    |
| 8                 | 6         | 20 | Kevin Magnussen   | Haas        | 70   | +1 okr.       |                    |
| 9                 | 6         | 44 | Lewis Hamilton    | Mercedes    | 70   | +1 okr.       |                    |
| 10                | 8         | 14 | Fernando Alonso   | McLaren     | 70   | +1 okr.       |                    |
| 11                | 1         | 19 | Felipe Massa      | Williams    | 70   | +1 okr.       |                    |
| 12                | 7         | 2  | Stoffel Vandoorne | McLaren     | 70   | +1 okr.       |                    |
| 13                | 7         | 10 | Pierre Gasly      | Toro Rosso  | 70   | +1 okr.       |                    |
| 14                | 1         | 94 | Pascal Wehrlein   | Sauber      | 69   | +2 okr.       |                    |
| 15                | Bez zmian | 8  | Romain Grosjean   | Haas        | 69   | +2 okr.       |                    |
| Niesklasyfikowani |           |    |                   |             |      |               |                    |
|                   |           | 55 | Carlos Sainz Jr.  | Renault     | 59   | +12 okr.      | układ kierowniczy  |
|                   |           | 9  | Marcus Ericsson   | Sauber      | 55   | +16 okr.      | jednostka napędowa |
|                   |           | 28 | Brendon Hartley   | Toro Rosso  | 30   | +41 okr.      | jednostka napędowa |
|                   |           | 27 | Nico Hülkenberg   | Renault     | 24   | +47 okr.      | jednostka napędowa |
|                   |           | 3  | Daniel Ricciardo  | Red Bull    | 5    | +66 okr.      | turbo              |
| P                 | + / –     | Nr | Kierowca          | Konstruktor | Okr. | Czas / Strata | Komentarz          |

### Najszybsze okrążenie
Źródło: Wyprzedź Mnie!
| Nr | Kierowca         | Konstruktor | Czas     | Okr. |
| -- | ---------------- | ----------- | -------- | ---- |
| 5  | Sebastian Vettel | Ferrari     | 1:18,785 | 68   |

### Prowadzenie w wyścigu
| Nr                              | Kierowca       | Konstruktor | Okrążenia | Suma |
| ------------------------------- | -------------- | ----------- | --------- | ---- |
| 33                              | Max Verstappen | Red Bull    | 1-71      | 71   |
| \| Wykres \| \| ------ \| \| \| |                |             |           |      |
| Źródło: racing-reference.info   |                |             |           |      |
| Wykres                          |                |             |           |      |
|                                 |                |             |           |      |

## Klasyfikacja po zakończeniu wyścigu

### Kierowcy
| P                 | +/− | Kierowca           | Starty | Punkty | P1 | P2 | P3 | PP | NO | NS |
| ----------------- | --- | ------------------ | ------ | ------ | -- | -- | -- | -- | -- | -- |
| 1                 | 0   | Lewis Hamilton     | 18     | 333    | 9  | 3  | –  | 11 | 7  | –  |
| 2                 | 0   | Sebastian Vettel   | 18     | 277    | 4  | 6  | 1  | 4  | 5  | 2  |
| 3                 | 0   | Valtteri Bottas    | 18     | 262    | 2  | 5  | 4  | 2  | 1  | 1  |
| 4                 | 0   | Daniel Ricciardo   | 18     | 192    | 1  | 1  | 7  | –  | 1  | 5  |
| 5                 | 0   | Kimi Räikkönen     | 17     | 178    | –  | 2  | 4  | 1  | 2  | 2  |
| 6                 | 0   | Max Verstappen     | 18     | 148    | 2  | 1  | 1  | –  | –  | 7  |
| 7                 | 0   | Sergio Pérez       | 18     | 92     | –  | –  | –  | –  | 1  | 1  |
| 8                 | 0   | Esteban Ocon       | 18     | 83     | –  | –  | –  | –  | –  | –  |
| 9                 | 0   | Carlos Sainz Jr.   | 18     | 54     | –  | –  | –  | –  | –  | 7  |
| 10                | +2  | Lance Stroll       | 18     | 40     | –  | –  | 1  | –  | –  | 4  |
| 11                | −1  | Felipe Massa       | 17     | 36     | –  | –  | –  | –  | –  | 2  |
| 12                | −1  | Nico Hülkenberg    | 18     | 34     | –  | –  | –  | –  | –  | 6  |
| 13                | 0   | Romain Grosjean    | 18     | 28     | –  | –  | –  | –  | –  | 3  |
| 14                | 0   | Kevin Magnussen    | 18     | 19     | –  | –  | –  | –  | –  | 4  |
| 15                | 0   | Stoffel Vandoorne  | 17     | 13     | –  | –  | –  | –  | –  | 4  |
| 16                | 0   | Fernando Alonso    | 16     | 11     | –  | –  | –  | –  | 1  | 7  |
| 17                | 0   | Jolyon Palmer      | 15     | 8      | –  | –  | –  | –  | –  | 4  |
| 18                | 0   | Pascal Wehrlein    | 16     | 5      | –  | –  | –  | –  | –  | 3  |
| 19                | 0   | Daniił Kwiat       | 15     | 5      | –  | –  | –  | –  | –  | 4  |
| 20                | 0   | Marcus Ericsson    | 18     | 0      | –  | –  | –  | –  | –  | 6  |
| 21                | 0   | Antonio Giovinazzi | 2      | 0      | –  | –  | –  | –  | –  | 1  |
| 22                | 0   | Pierre Gasly       | 3      | 0      | –  | –  | –  | –  | –  | –  |
| 23                | 0   | Brendon Hartley    | 2      | 0      | –  | –  | –  | –  | –  | 1  |
| Niesklasyfikowani |     |                    |        |        |    |    |    |    |    |    |
|                   |     | Jenson Button      | 1      | –      | –  | –  | –  | –  | –  | 1  |
|                   |     | Paul di Resta      | 1      | –      | –  | –  | –  | –  | –  | 1  |
| P                 | +/− | Kierowca           | Starty | Punkty | P1 | P2 | P3 | PP | NO | NS |

### Konstruktorzy
| P  | +/− | Konstruktor               | Starty | Punkty | P1 | P2 | P3 | PP | NO | NS |
| -- | --- | ------------------------- | ------ | ------ | -- | -- | -- | -- | -- | -- |
| 1  | 0   | Mercedes                  | 36     | 595    | 11 | 8  | 4  | 13 | 8  | 1  |
| 2  | 0   | Ferrari                   | 35     | 455    | 4  | 8  | 5  | 5  | 7  | 4  |
| 3  | 0   | Red Bull Racing TAG Heuer | 36     | 340    | 3  | 2  | 8  | –  | 1  | 12 |
| 4  | 0   | Force India Mercedes      | 36     | 175    | –  | –  | –  | –  | 1  | 1  |
| 5  | 0   | Williams Mercedes         | 36     | 76     | –  | –  | 1  | –  | –  | 7  |
| 6  | 0   | Toro Rosso                | 36     | 53     | –  | –  | –  | –  | –  | 11 |
| 7  | 0   | Renault                   | 35     | 48     | –  | –  | –  | –  | –  | 11 |
| 8  | 0   | Haas Ferrari              | 36     | 47     | –  | –  | –  | –  | –  | 7  |
| 9  | 0   | McLaren Honda             | 34     | 24     | –  | –  | –  | –  | 1  | 12 |
| 10 | 0   | Sauber                    | 36     | 5      | –  | –  | –  | –  | –  | 10 |
| P  | +/− | Kierowca                  | Starty | Punkty | P1 | P2 | P3 | PP | NO | NS |